# Jon Odriozola
Pour les articles homonymes, voir Odriozola.
Jon Odriozola Mugarza, né le 26 décembre 1970 à Ognate, est un coureur cycliste espagnol, devenu ensuite directeur sportif.

## Biographie
Jon Odriozola commence sa carrière professionnelle en 1995 dans l'équipe Gewiss-Ballan. Après trois saisons, il rejoint en 1998 la formation espagnole Banesto. Il y passe six années, remplissant un rôle de coéquipier pour ses leaders, notamment sur les courses par étapes. En 1998, il prend part au Tour d'Espagne victorieux pour l'équipe Banesto avec Abraham Olano et José María Jiménez aux première et troisième place du classement général, une première place au classement par équipes, et la douzième place pour Odriozola.
En 2001, il participe aux trois grands tours et les court jusqu'à leur terme. Seuls 23 coureurs ont réussi cet exploit avant lui. Durant cette même saison, il remporte la Subida a Urkiola.
Il effectue sa dernière saison en tant que coureur en 2004 chez Kelme.
En 2005, il devient directeur sportif au sein de l'équipe basque Orbea. En 2007, il rejoint l'encadrement de l'équipe Euskaltel-Euskadi.

## Palmarès

### Palmarès amateur
- 1990
  - Tour du Goierri
- 1992
  - Ronde du Pays basque
  - 3e de la Subida a Gorla

### Palmarès professionnel
- 1997
  - 3e de la Subida a Urkiola
  - 3e du GP Llodio
- 2000
  - Trophée Luis Ocaña (es)
- 2001
  - Subida a Urkiola

## Résultats sur les grands tours

### Tour de France
4 participations
- 1997 : 65e
- 1999 : 54e
- 2000 : 47e
- 2001 : 69e

### Tour d'Espagne
7 participations
- 1995 : abandon (6e étape)
- 1996 : 75e
- 1998 : 12e
- 1999 : 27e
- 2000 : 26e
- 2001 : 83e
- 2002 : abandon (14e étape)

### Tour d'Italie
1 participation
- 2001 : 59e